# Song Nan
Song Nan (chinesisch 宋楠, Pinyin Sòng Nán, * 9. August 1990 in Qiqihar, Provinz Heilongjiang) ist ein ehemaliger chinesischer Eiskunstläufer, der im Einzellauf startete.

## Karriere
Song begann im Alter von sechs Jahren mit dem Eiskunstlaufen. 2009 wurde er erstmals chinesischer Meister. 2010 gewann er bei der Juniorenweltmeisterschaft in Den Haag die Silbermedaille hinter Yuzuru Hanyū und vor Artur Gatschinski. Im selben Jahr debütierte er bei den Vier-Kontinente-Meisterschaften, wo er den sechsten Platz belegte. 2011 folgte dann Songs Debüt bei Weltmeisterschaften, das er mit Platz 22 abschloss.
Im September 2011 wurde Song zum zweiten Mal chinesischer Meister und gewann überraschend bei beiden seiner Grand-Prix-Auftritte eine Medaille, erst Bronze beim Cup of China und dann Silber bei der Trophée Eric Bompard. Dabei schlug Song unter anderem den WM-Dritten Gatschinski als auch den WM-Vierten Michal Březina und steigerte seine persönliche Gesamtpunktebestleistung auf 226,75 Punkte. Bei der Weltmeisterschaft 2012 belegte Song den 14. Platz. Dabei zeigte er in der Kür eine saubere Vierfach-Dreifach-Toeloop-Kombination, stürzte aber bei seinem einzelnen vierfachen Toeloop.
2014 errang Song Nan mit Bronze bei den Vier-Kontinente-Meisterschaften in Taipeh seine einzige Medaille bei einer großen internationalen Meisterschaft. Zwei Jahre später beendete er nach einem enttäuschenden 12. Platz bei ebendiesem Turnier seine Karriere.

## Ergebnisse
| Meisterschaft / Jahr            | 2008  | 2009  | 2010  | 2011  | 2012  | 2013  | 2014  | 2015  | 2016  |
| ------------------------------- | ----- | ----- | ----- | ----- | ----- | ----- | ----- | ----- | ----- |
| Weltmeisterschaften             |       |       |       | 22.   | 14.   | 15.   |       | 26.   |       |
| Vier-Kontinente-Meisterschaften |       |       | 6.    | 9.    | 11.   | 6.    | 3.    |       | 12.   |
| Juniorenweltmeisterschaften     |       | 7.    | 2.    |       |       |       |       |       |       |
| Chinesische Meisterschaften     | 5.    | 1.    | 7.    | 2.    | 1.    | 1.    | 2.    |       | 2.    |
| –                               |       |       |       |       |       |       |       |       |       |
| Grand-Prix-Wettbewerb / Saison  | 07/08 | 08/09 | 09/10 | 10/11 | 11/12 | 12/13 | 13/14 | 13/14 | 14/15 |
| Skate America                   |       |       |       | 10.   |       |       |       |       |       |
| Trophée Eric Bompard            |       |       |       | 6.    | 2.    | 5.    | 6.    |       |       |
| Cup of China                    |       |       |       |       | 3.    | Z     | 8.    |       | 9.    |

Z = Zurückgezogen